# Бетси Расел
Елизабет „Бетси” Расел (енгл. Elizabeth "Betsy" Russell) америчка је глумица која се прославила улогом Џил Так у филмском хорор серијалу Слагалица страве. Расел се појавила у 5 филмова и њен лик је један од главних у целом серијалу.
Осим Слагалице страве Расел је позната и по улогама у филмовима и ТВ серијама из 80-их.

## Биографија
Бетси Расел је рођена у Сан Дијегу (Калифорнија), као ћерка Констанце и Ричарда Лајона Расела. Отац јој је био познати берзански аналитичар. Троје од четворо баба и деда су јој били Јевреји. Од малих ногу желела је да се бави глумом и учествовала је у бројним школским представама. Док је похађала средњу школу снимила је рекламу за Пепси. Након завршене средње школе преселила се у Лос Анђелес, где је почела са часовима глуме, пре него што је добила своје прве улоге. Дипломирала је на Универзитету у Санта Моници и постала мастер спиритуалне психологије, као и сертификовани life coach.
Њен бивши супруг је тенисер Винсент ван Патен са којим има два сина, Ричарда и Винсента Јуниора. Заједно са супругом тумачила је главну улогу у хорор филму Камп страха.
Након паузе у периоду 90-их, Расел се вратила глуми са својом најзначајнијом улогом у серијалу Слагалица страве, где тумачи улогу супруге Џона Крејмера (Џигсоу убице) и главне херојине серијала, Џил Так.

## Филмографија
| Улоге Бетси Расел |                                       |               |                       |               |
| Година            | Српски назив                          | Изворни назив | Улога                 | Напомена      |
| 1982              | Породичне везе                        |               | девојка               | ТВ серија     |
| 1983              | Приватна школа                        |               | Џордан Ли-Џенсон      |               |
| 1984 — 1986       | А-Тим                                 |               | Тина Адријана Прескот | ТВ серија     |
| 1988              | Камп чирлидерсица                     |               | Алисон Вентворт       |               |
| 2006              | Слагалица страве 3                    |               | Џил Так               |               |
| 2007              | Слагалица страве 4                    |               | Џил Так               |               |
| 2008              | Слагалица страве 5                    |               | Џил Так               |               |
| 2009              | Слагалица страве 6                    |               | Џил Так               |               |
| 2010              | Слагалица страве 7: Последње поглавље |               | Џил Так               | Ајгор награда |